# Malagassische rugbyfederatie
De Malagassische rugbyfederatie (Frans: Fédération Malagasy de Rugby) is de Malagassische rugbybond. De bond is aangesloten bij het Afrikaanse CAR en de wereldwijde International Rugby Board.
De MRF organiseert de landelijke rugbycompetitie en de wedstrijden voor het Malagassisch rugbyteam.